# Obus capensis
Obus capensis är en insektsart som först beskrevs av Luisa Eugenia Navas 1925.  Obus capensis ingår i släktet Obus och familjen myrlejonsländor. Inga underarter finns listade i Catalogue of Life.